# Nisselloúdion (Imathie)
Nisselloúdion (grec moderne : Νησελλούδιον) est une localité située dans le dème d'Alexándria, dans le district régional d'Imathie, dans la periphérie de Macédoine-Centrale, en Grèce.
Selon le recensement de 2011, elle compte 137 habitants.